# Bảo tàng Dân tộc học Việt Nam
Bảo tàng Dân tộc học Việt Nam (tiếng Anh: Vietnam Museum of Ethnology) là tổ chức sự nghiệp trực thuộc Viện Hàn lâm Khoa học xã hội Việt Nam, có chức năng nghiên cứu khoa học, sưu tầm, kiểm kê, bảo quản, phục chế hiện vật và tư liệu về các dân tộc; tổ chức trưng bày, trình diễn và những hình thức hoạt động khác nhằm giới thiệu, phổ biến và giáo dục về các giá trị lịch sử, văn hoá của các dân tộc trong và ngoài nước; cung cấp tư liệu nghiên cứu về các dân tộc cho các ngành; đào tạo cán bộ nghiên cứu, nghiệp vụ, quản lý về nhân học bảo tàng. Bảo tàng tọa lạc tại đường Nguyễn Văn Huyên, phường Quan Hoa, quận Cầu Giấy, thành phố Hà Nội, cạnh đường Nguyễn Khánh Toàn và đối diện công viên Nghĩa Đô.

## Kiến trúc
Công trình Viện Bảo tàng Dân tộc học do kiến trúc sư Hà Đức Lịnh, người Tày thiết kế. Nội thất được thiết kế bởi nữ kiến trúc sư Véronique Dollfus (người Pháp). Bảo tàng gồm ba khu trưng bày chính: 
- Khu trưng bày trong tòa Trống Đồng: không gian trưng bày thường xuyên giới thiệu 54 dân tộc ở Việt Nam trải rộng trên 2 tầng của toàn nhà với sự bố trí nội dung tham quan rất logic. Ví dụ: Tầng 01: Khách tham quan sẽ được tìm hiểu về 54 dân tộc ở Việt Nam thông qua hình ảnh, vùng cư trú của họ. Sau đó, họ sẽ tiếp tục được đi vào chi tiết các dân tộc như: người Việt, người Mường,...; 2 không gian dành cho các trưng bày nhất thời, luôn luôn được đổi mới tuỳ theo chủ đề trưng bày. Ví dụ: Năm 2006, trưng bày "Cuộc sống ở Hà Nội thời bao cấp (1975-1986). Năm 2013, trưng bày một góc cuộc sống của sinh viên sống xa nhà học tập ở các thành phố lớn. Năm 2014 và 2015, trưng bày các tác phẩm ảnh về đời sống và con người dân tộc Tây Nguyên trong những năm 50 của nhiếp ảnh người Pháp tên Jean-Marie Duchage. Ngoài ra, tại tầng hai của toà nhà Trống Đồng, du khách còn được tham quan tìm hiểu về các dân tộc thiểu số khác ở Việt Nam như: Tày, Thái, Hmông, Dao,...dưới sự bố trí rất khoa học theo kiểu xuyên dọc theo đất nước. Ví dụ: Miền Bắc (ngay từ lối lên), miền Trung và Tây Nguyên (nằm ở giữa tầng hai về phía lối ra) và miền Nam (trước khi xuống tầng một).
- Khu trưng bày ngoài trời: là một vườn cây xanh trong đó có 11 công trình dân gian với các loại hình kiến trúc khác nhau gồm nhà của người Chăm, Dao, HMông, Hà Nhì, Bana, Êđê, Việt, Khơme, Tày, Giarai, Cơtu. Ngoài ra còn có vườn thuốc nam, chiếc ghe đua, và biểu diễn phường rối nước của các địa phương.
- Khu trưng bày Đông Nam Á (do Kiến trúc sư Nguyễn Mạnh Thu và Doãn Thế Trung thiết kế): Khởi công xây dựng vào năm 2008 và khánh thành vào ngày 30/11/2013 sau 6 năm xây dựng với diện tích khoảng 500 ha. Đây là nơi giúp khách tham quan hiểu hơn về các quốc gia trong khu vực Đông Nam Á thông qua các hiện vật trưng bày. Tháng 12 năm 2014, Bảo tàng Dân tộc học Việt Nam khai trương phòng trưng bày về Tranh kính của Indonesia. Ngày 24 tháng 10 năm 2015, Bảo tàng Dân tộc học Việt Nam khai trương hai phòng trưng bày thường xuyên về "Một thoáng châu Á" và "Vòng quanh thế giới" ở tầng 2 tòa nhà Đông Nam Á. Với việc khai trương những trưng bày mới này, Bảo tàng Dân tộc học Việt Nam tiếp tục thu hút khách tham quan mong muốn tìm hiểu về các nền văn minh trong khu vực và trên thế giới.[3]

Ngoài ra là khu vực cơ quan: cơ sở nghiên cứu, thư viện, hệ thống kho bảo quản hiện vật...

## Nội dung

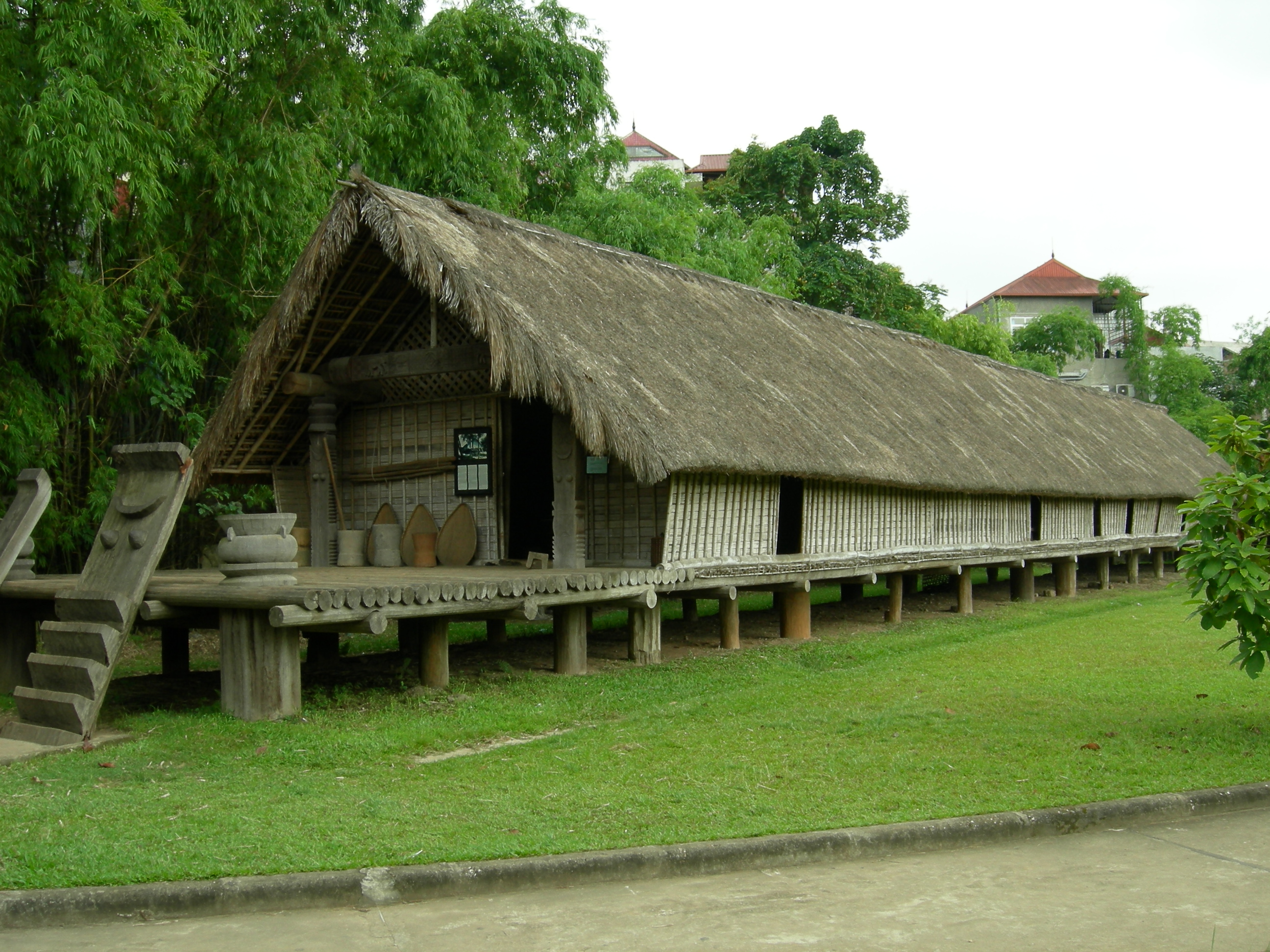
Nhà dài người Ê Đê của một gia đình buôn Ky - Buôn Ma Thuột, Đắk Lắk(dài 42m) - Phục dựng tại Bảo tàng Dân tộc học Việt Nam.

Bảo tàng lưu giữ và trưng bày nhiều hiện vật văn hoá của cả 54 dân tộc Việt Nam gồm 15.000 hiện vật, 42.000 phim (kèm ảnh màu), 2190 phim dương bản, 273 băng ghi âm các cuộc phỏng vấn, âm nhạc, 373 băng video và 25 đĩa CD-Rom (tính đến năm 2000). Các hiện vật này được phân loại theo nhiều tiêu chí khác nhau như: dân tộc, công dụng, y phục, trang sức, nông cụ, ngư cụ, vũ khí, đồ gia dụng, nhạc cụ, tôn giáo-tín ngưỡng, cưới xin, ma chay và nhiều hoạt động tinh thần, xã hội khác.
Khu trưng bày thường xuyên trong toà Trống Đồng giới thiệu tất cả 54 dân tộc ở Việt Nam. Ở đây có nhiều hiện vật thông dụng trong đời sống sinh hoạt hàng ngày của người dân. Đặc biệt phong phú là đồ vải của các dân tộc, như khố, váy, khăn... được trang trí bằng các kỹ thuật truyền thống khác nhau; đồ đan, nhất là các loại gùi, giỏ, mâm; những nhạc cụ bằng tre, vỏ bầu khô; các hiện vật nghi lễ... Cùng với hiện vật, trong các phòng trưng bày còn có ảnh và phim tư liệu, phản ánh mọi khía cạnh văn hoá vật thể, phi vật thể, những nét tiêu biểu trong đời sống và sự sáng tạo của các tộc người.
Để phục vụ đầy đủ khách tham quan, tất cả các thông tin trong trưng bày, các bài viết cũng như các chú thích, đều được thực hiện bằng 3 thứ tiếng: tiếng Việt, tiếng Anh và tiếng Pháp. Bảo tàng còn soạn thảo nhiều tờ gập giới thiệu những nội dung chính, bằng tiếng Việt, Anh, Pháp, Trung Quốc, Đức, Nhật..., phát miễn phí cho du khách.
Trong khu ngoài trời, có 10 công trình kiến trúc dân gian như: nhà rông của người Ba Na, nhà sàn dài của người Êđê, nhà sàn của người Tày, nhà nửa sàn nửa đất của người Dao, nhà trệt lợp ván pơmu của người Hmông, nhà ngói của người Việt, nhà sàn thấp của người Chăm, nhà trình tường của người Hà Nhì, nhà mồ tập thể của người Giarai và nhà mồ cá nhân của người Cơtu. Trong khu vườn đầy cây xanh này còn có ghe ngo của người Khơme và cối giã gạo bằng sức nước của người Dao. Trước nhà Việt, vào các thứ Bảy và Chủ nhật có biểu diễn rối nước của các phường rối dân gian đến từ các làng khác nhau.

## Lãnh đạo
Giám đốc đầu tiên (từ năm 1995 đến tháng 12 năm 2006): PGS.TS Nguyễn Văn Huy, con trai út của cố học giả, cố Bộ trưởng Giáo dục Nguyễn Văn Huyên.
Giám đốc từ tháng 12/2006 đến tháng 1/2019: PGS.TS. Võ Quang Trọng
Giám đốc từ 1/2019 đến 11/2019: PGS.TS. Bùi Nhật Quang, Ủy viên Dự khuyết BCH Trung ương Đảng Khoá XII, Phó Chủ tịch Viện Hàn lâm Khoa học xã hội Việt Nam kiêm Giám đốc Bảo tàng
Giám đốc từ 11/2019 đến nay: TS. Đặng Xuân Thanh, Phó Chủ tịch Viện Hàn lâm Khoa học xã hội Việt Nam kiêm Giám đốc Bảo tàng
Các Phó Giám đốc:
- TS. Bùi Ngọc Quang
- PGS.TS. Trần Hồng Hạnh

## Giải thưởng
Bảo tàng Dân tộc học Việt Nam vinh dự được Nhà nước tặng thưởng Huân chương Lao động hạng Ba (năm 2000), Huân chương Lao động hạng Nhì (năm 2006). Chính phủ tặng Bằng khen (năm 2010), tặng Cờ thi đua năm 2011 và năm 2013, Chủ tịch Viện Hàn lâm Khoa học xã hội Việt Nam tặng Cờ thi đua, Bằng khen nhiều năm liền.
Năm 2015, Chủ tịch nước Cộng hòa xã hội chủ nghĩa Việt Nam tặng thưởng Huân chương Lao động hạng Nhất ghi nhận sự lao động bền bỉ, năng động, sáng tạo và hoàn thành xuất sắc mọi nhiệm vụ được giao của tập thể cán bộ, nhân viên Bảo tàng Dân tộc học Việt Nam.